# Lin Liangming
Lin Liangming (en chino: 林良铭; Shantou, China, 4 de junio de 1997) es un futbolista chino que juega como delantero en el Beijing Guoan de la Superliga de China.

## Clubes
| Club                          | País     | Año       | Partidos | Goles |
| ----------------------------- | -------- | --------- | -------- | ----- |
| Guangzhou R&F Reservas        | China    | 2014-15   |          |       |
| Real Madrid C. F. Juvenil "A" | España   | 2015-16   | 17       | 5     |
| Real Madrid Castilla C. F.    | España   | 2016-17   | 7        | 0     |
| U. D. Almería "B" (cedido)    | España   | 2017-19   | 64       | 12    |
| U. D. Almería (cedido)        | España   | 2017-19   | 4        | 0     |
| Gondomar S. C.                | Portugal | 2019-20   | 0        | 0     |
| C. S. Marítimo (cedido)       | Portugal | 2019-20   | 0        | 0     |
| Dalian Professional F. C.     | China    | 2020-2023 | 86       | 26    |
| Beijing Guoan                 | China    | 2024-     | 31       | 11    |